# Sugarcult
I Sugarcult sono un gruppo pop punk proveniente da Santa Barbara, in California.

## Formazione

### Formazione attuale
- Tim Pagnotta – voce, chitarra ritmica (1998-presente)
- Airin Older – basso, cori (1998-presente)
- Marko DeSantis – chitarra solista (1998-presente)
- Kenny Livingston – batteria (2003-presente)

### Ex componenti
- Ben Davis – batteria, cori (1998-2003, 2011)

## Discografia

### Album in studio
- 1999 – Eleven
- 2000 – Wrap Me Up in Plastic
- 2001 – Start Static
- 2004 – Palm Trees and Power Lines
- 2005 – A Hard Day's Night
- 2006 – Lights Out

### Album dal vivo
- 2005 – Back to the Disaster

### Raccolte
- 2009 – Rewind 2001–2008

### Singoli
- 2001 – Bouncing Off the Walls
- 2001 – Stuck in America
- 2002 – Pretty Girl (The Way)
- 2004 – She's the Blade
- 2004 – Memory
- 2004 – Memory (acoustic)
- 2006 – Do It Alone
- 2006 – Los Angeles

### Apparizioni in compilation
- 2004 – Warped Tour 2004 Tour Compilation
- 2004 – Rock Against Bush, Vol. 2
- 2005 – Punk Goes 80's

## Utilizzo in altri media
- Le canzoni Memory e Dead Living sono state usate dalla EA Trax rispettivamente per i giochi Burnout 3: Takedown (2004) e Burnout Paradise (2008).
- La canzone Stuck In America appare in American Pie 5.
- La canzone Los Angeles viene usata per il telefilm Moonlight.